# Monandrocarpa abyssa
Monandrocarpa abyssa is een zakpijpensoort uit de familie van de Styelidae. De wetenschappelijke naam van de soort is voor het eerst geldig gepubliceerd in 1999 door Sanamyan & Sanamyan.